# Emeric Zápolya
Emeric Zápolya (en hongrois : Szapolyai Imre ; en croate : Mirko Zapoljski), mort en septembre 1487, est un noble hongrois de la famille Zápolya, ban de Croatie, de Dalmatie et de Slavonie de 1464 à 1465, et palatin du royaume de Hongrie de 1486 à 1487.,, sous le règne (1458-1490) de Matthias Corvin.